# Pituophis
Pituophis es un género de serpientes de la familia Colubridae y subfamilia Colubrinae (comúnmente llamadas "gopher snakes" en inglés). Agrupa a seis especies que se distribuyen por el sur de Canadá, Estados Unidos, México, y Guatemala.

## Especies
Se reconocen las siguientes especies:
- Pituophis catenifer Blainville, 1835
- Pituophis deppei (Duméril, 1853)
- Pituophis lineaticollis (Cope, 1861)
- Pituophis melanoleucus (Daudin, 1803)
- Pituophis ruthveni Stull, 1929
- Pituophis vertebralis (Blainville, 1835)